# Georg Jungclas
Georg Max Walter „Schorsch“ Jungclas (* 22. Februar 1902 in Halberstadt; † 11. September 1975 in Köln) war ein trotzkistischer Politiker und Widerstandskämpfer gegen den Nationalsozialismus.

## Leben

### Jugend und Weimarer Republik
In einer sozialdemokratischen Arbeiterfamilie aufgewachsen, die 1904 nach Hamburg übersiedelte, erlernte er den Beruf eines Buchhändlers und schloss sich 1915 der Freidenker-Jugend. 1916 wurde Jungclas Mitglied der die Burgfriedenspolitik der SPD ablehnenden Freien Jugendorganisation von Hamburg-Altona, die später in der Freien Sozialistischen Jugend aufging. 1919 trat er der KPD bei und gehörte zur kleinen Minderheit der Hamburger Partei, die sich 1920 nicht der KAPD anschloss. Nach seiner Buchhändlerlehre arbeitete Jungclas als Arbeiter bei Blohm & Voss und nahm 1921 an der Märzaktion teil. Nach deren Scheitern betätigte sich Jungclas bis 1922 in Thüringen als Wanderlehrer der KPD und hielt Kurse zur Geschichte der Arbeiterbewegung. Dem folgte seine Mitarbeit beim Aufbau des von der Roten Hilfe Deutschlands (RHD) gegründeten Kinderheims Barkenhoff in Worpswede, bevor Jungclas 1923 Mitglied des militärischen Apparates der KPD wurde und am Hamburger Aufstand teilnahm. Bis 1926 arbeitete Jungclas dann in Hamburg in der Verlagsbuchhandlung Carl Hoym des deutschen Komintern-Verlages, dessen Geschäftsführer zu der Zeit Karl Retzlaw war. Auf die Zeit bei Carl Hoym folgten weitere Beschäftigungen in anderen Buchhandlungen.
Jungclas gehörte zum linken Flügel der KPD und unterschrieb im September 1926 den Brief der 700 zur Unterstützung der russischen Linken Opposition um Trotzki, wenngleich auf einer englischen Webseite behauptet wird, Jungclas habe 1926 immer noch ernsthafte Bedenken gegen den sowjetischen Dissidenten gehabt. Erst als er 1928 aus der Partei ausgeschlossen wurde, schloss er sich Trotzki an. Mit Hugo Urbahns und Karl Jahnke gehörte er dennoch zu den bekannteren Oppositionellen in Hamburg und schloss sich dem 1928 gegründeten Leninbund an. Im September des gleichen Jahres habe er mit dazu beigetragen, die Wittorf-Affäre bekannt zu machen, in deren Folge Ernst Thälmann vorübergehend als Vorsitzender der KPD abgesetzt wurde. Mit der trotzkistischen Minderheit des Leninbundes gründete er dann 1930 die Linke Opposition der KPD (LO). Mit Trotzkis Sohn Lew Lwowitsch Sedow in Kontakt stehend, traf er Trotzki 1932 in Kopenhagen persönlich.

### Die Zeit des Nationalsozialismus
1933, kurz nach der Machtübergabe an die NSDAP, emigrierte Jungclas nach Kopenhagen, wo er eine Exilgruppe der in IKD umbenannten Organisation aufbaute und eine wichtige Rolle bei dem Zusammenschluss der dänischen Trotzkisten spielte. 1940, nach der Besetzung Dänemarks durch die Wehrmacht, musste Jungclas, der sich zuvor mit Gelegenheitsarbeiten über Wasser gehalten hatte, untertauchen; während der Besatzung war er an der Herstellung verschiedener Untergrundzeitungen maßgeblich beteiligt. Im September 1943 nahm Jungclas gemeinsam mit seinen dänischen Genossen an der Rettungsaktion für die dänischen Juden teil. Im Mai 1944 von der Gestapo verhaftet, nach Deutschland verschleppt und in den Zuchthäusern Hamburg-Fuhlsbüttel, Moabit und Bayreuth (dort gemeinsam in einer Zelle mit Eugen Gerstenmaier) inhaftiert, entging Jungclas einem zu erwartenden Todesurteil wegen Hochverrats nur durch die Vernichtung der Akten bei der Bombardierung des Volksgerichtshofes; Mitte April 1945 schließlich wurde er von alliierten Soldaten befreit.

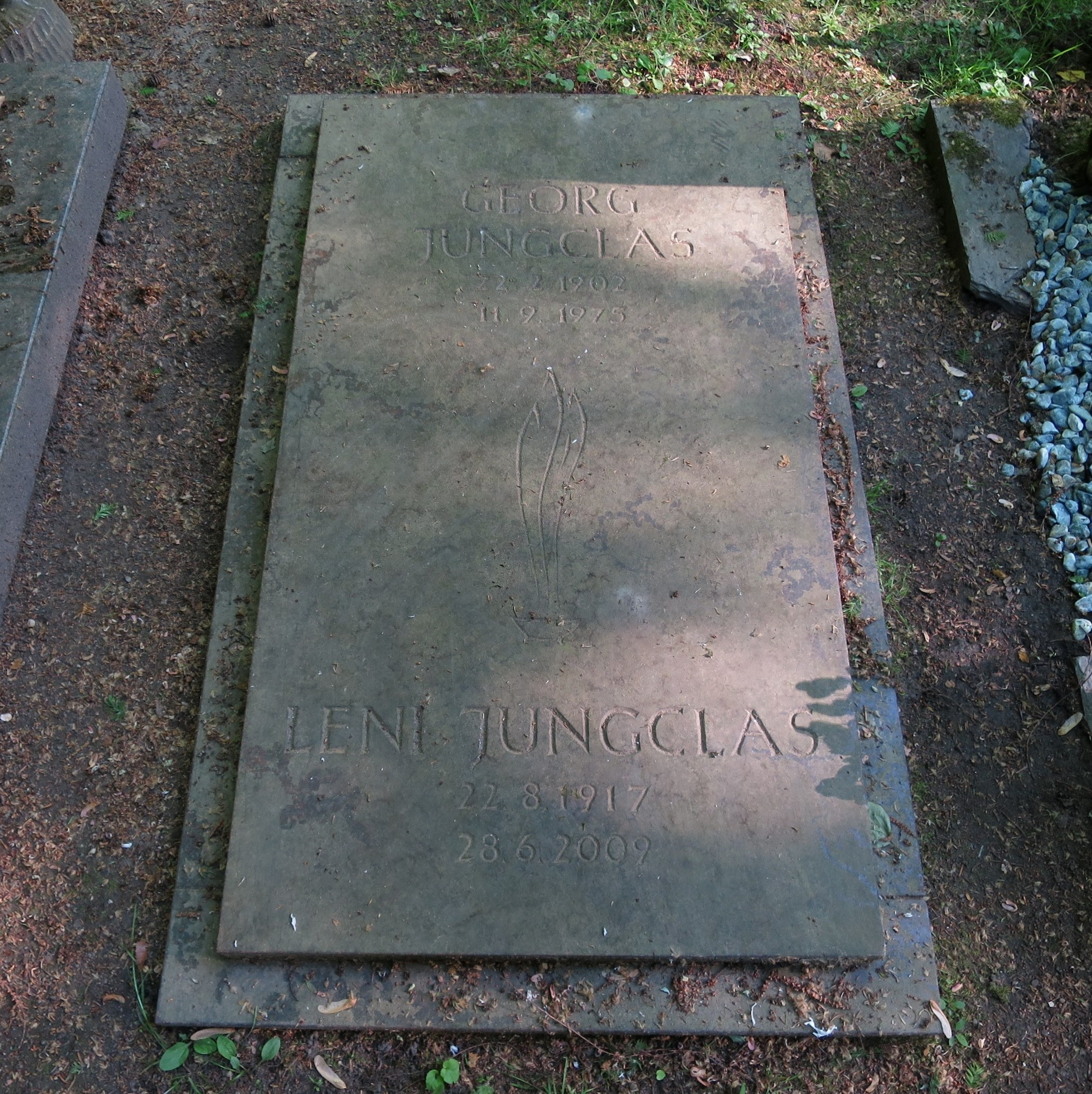
Grabstätte Georg und Leni Jungclas

### Politisches Wirken im Nachkriegsdeutschland
Nach der Befreiung begann Jungclas umgehend mit dem Wiederaufbau der Sektion der Vierten Internationale in Deutschland; von 1946 bis 1967 war er deren hauptamtlicher Sekretär, und bis Ende der sechziger Jahre war er neben Willy Boepple und Jakob Moneta die prägende Gestalt der Organisation. Jungclas war außerdem beteiligt an der Reorganisation der Vereinigung Internationale Kommunisten Deutschlands (IKD) und gehörte 1951 zu den Initiatoren der kurzlebigen UAPD, die ihre trotzkistischen Mitglieder 1952 ausschloss. Jungclas entschloss sich dann zusammen mit dem Rest der IKD zur entristischen Arbeit in der SPD an, wo er die Marxistischen Arbeitskreise (MAK) und die Zeitschrift Sozialistische Politik ins Leben rief. Daneben war er in der Schulungsarbeit bei den Falken und den Jusos aktiv.
Nach der Trennung der SPD vom SDS solidarisierte sich Jungclas öffentlich mit dem SDS, verließ die SPD und schloss sich der SDS-Fördergesellschaft an, wodurch er in der deutschen Sektion der Vierten Internationale in eine Minderheitsposition geriet. Alters- und gesundheitsbedingt zog er sich von 1967 an nach und nach aus der praktischen politischen Arbeit zurück. 1969 an der offenen Neukonstituierung der deutschen Sektion der Vierten Internationale unter dem Namen GIM beteiligt, war er bis zu seinem Tod 1975 weiterhin publizistisch aktiv.

### Algerien-Solidarität
Als Kofferträger zählte Georg Jungclas zu den wichtigsten deutschen Unterstützern der algerischen Unabhängigkeit und arbeitete dabei eng mit Michel Raptis zusammen. Er war der Senior einer Kölner Gruppe, die sich vornehmlich aus Arbeiterjugendlichen zusammensetzte (Arbeiterjugendkartell). Am 1. Mai 1958 starteten sie ihren ersten demonstrativen Auftritt mit einer von Leni Jungclas genähten FLN-Fahne und einem Transparent mit der Aufschrift „Freiheit für Algerien“. Es war bundesweit eine der ersten öffentlichen pro-algerischen Sympathiebekundungen.
Nicht weniger spektakulär war eine weitere Aktion der Gruppe am 26. November 1958 aus Anlass eines Treffens zwischen Konrad Adenauer und Charles de Gaulle in Bad Kreuznach. Georg Jungclas, Helmut Schauer und Heinz „Micky“ Beinert nutzten diese Gelegenheit, um mit einem mit der FLN-Fahne geschmückten VW-Käfer in den Tross der internationalen Pressevertreter vorzudringen, an die Beinert kurz vor der Verhaftung von ihm und seinen Begleitern noch pro-algerische Flugblätter auf Papier mit dem Briefkopf der Falken überreichen konnte. Aus der nachfolgenden kurzen Haft wurden sie auf Intervention von Hans-Jürgen Wischnewski entlassen.
Georg Jungclas war auch der Kopf hinter dem von den Kölner Algeriensympathisanten herausgegebenen Informationsdienst, der unter dem Namen Freies Algerien (FA) zwischcn September 1958 und April/Mai 1962 in insgesamt 23 Ausgaben erschien ist und weitgerhend übersetzte Artikel aus algerischen oder französischen Quellen enthielt.

„Verantwortlich war bis Anfang 1959 der zum SPD-Bundestagsabgeordneten aufgestiegene Hans-Jürgen Wischnewski, dann für wenige Hefte der Kölner Jungsozialisten-Vorsitzende Willi Glomb und bis zum Schluß der Kölner SPD-Stadtrat Willy Pertz. Eigentlicher „Macher“ der im Din-A-4-Format erscheinenden Zeitschrift war Georg Jungclas […]. Die Auflage der Hefte schwankte zwischen 3000 und 6000 Stück. Damit erreichte die Zeitschrift zwar nur einen kleinen Adressatenkreis; dieser bestand aber weitgehend aus „Multiplikatoren“ in Betrieben und Gewerkschaften sowie in der linken Sozialdemokratie. Im engeren Bereich der Algerien-Sympathisanten diente er als Mittel zur Herausbildung eigener Positionen und Argumentationen.“

Nicht an eine breite Öffentlichkeit gerichtet, war eine weitere Aktion die Junglas zusammen mit Michel Raptis im Februar 1960 durchführte. Zusammen hoben sie 200 Millionen alte Francs (über eine Million DM) bei einer Filiale der Deutschen Bank in Frankfurt ab. Das Geld war zur Finanzierung der Arbeit der FLN in Deutschland bestimmt. Das Misstrauen der Bankangestellten angesichts einer so ungewöhnlichen Barabhebung war groß, doch Jungclas und Raptis konnten die Bank unbehelligt mit einem Koffer voller Geld verlassen.
Anlässlich des 50. Jahrestags des Beginns des algerischen Befreiungskriegs nahm am 18. Dezember 2004 Leni Jungclas für ihren inzwischen verstorbenen Mann eine vom algerischen Botschafter überreichte Auszeichnung als »Anerkennung und Bewunderung für die Unterstützung der algerischen Sache« entgegen. Bei dieser Gelegenheit wurden auch Hans-Jürgen Wischnewski, Gert von Paczensky, Heinz Beinert und Jakob Moneta ausgezeichnet.

## Leni Jungclas
Helene „Leni“ Jungclas (* 22. August 1917 in Köln; † 28. Juni 2009 in Köln) entstammte einer sozialdemokratische Kölner Arbeiterfamilie. Ihre Eltern waren der schon erwähnte Willi Perz und dessen Ehefrau Maria.
Leni war seit 1929 in der Freidenkerjugend aktiv und erlernte den Beruf der Modistin (Hutmacherin). Nachdem ihr Vater sich 1932 der SAPD angeschlossen hatte, trat sie dem der Partei verbundenen Sozialistischen Jugend-Verband Deutschlands bei, in dessen Kölner Gruppe auch Jakob Moneta und Hans Mayer aktiv waren.
Nach 1933 beteiligte sich Leni an der illegalen Arbeit der SAPD. Als ihre Widerstandsgruppe aufflog, blieb sie unbehelligt, weil ihre verhafteten Genossinnen und Genossen ihren Namen nicht preisgaben.
Nach dem Ende des Zweiten Weltkriegs beteiligte sich Leni Perz im rechtsrheinischen Köln am Aufbau der Falken. Sie schloss sich 1947 einer marxistischen Gruppe in der Kölner SPD an, die sich aus ehemaligen SAP-Mitgliedern, linken Sozialdemokraten und aus der KPD ausgeschlossenen Kommunisten zusammensetzte. Aus dieser Gruppierung ging später der Marxistische Arbeitskreis (MAK) hervor. 1950 lernte sie den nach Köln gekommenen Georg Jungclas kennen, mit dem sie bald zusammenlebte. Heiraten tat das Paar allerdings erst 1962. Leni, die 1954 ihre Meisterprüfung als Hutmacherin ablegte und zeitweilig mehrere Geschäfte in Köln betrieb, fand durch Jungclas zum Trotzkismus. Ihr Geschäft am Wilhelmsplatz in Köln-Nippes, das als einziges bis Anfang der 1960er Jahre bestehen konnte, war für den Lebensunterhalt von ihr und dem ihres Lebenspartners von großer Bedeutung, und es war auch ein wichtiger und unauffälliger Anlaufpunkt während der Algerienarbeit.
Bei der oben geschilderten Fahrt zur Abholung der FLN-Gelder bei der Deutschen Bank in Frankfurt war Georg Jungclas in Begleitung seiner Frau unterwegs, und auch bei vielen anderen politischen Aktionen traten Georg und Leni Jungclas gemeinsam in Aktion. Das würdigte Jakob Moneta in einer Rede zum 80. Geburtstag von Leni Jungclas.

„Schorsch [trug] sozusagen die kleine deutsche trotzkistische Bewegung auf seinen Schultern. Vergessen wird jedoch hinzuzufügen, dass es Leni war, die Schorsch auf ihren Schultern getragen hat.“

Nach dem Tod ihres Mannes war Leni Jungclas in den Westerwald gezogen, wo sie ein Haus erworben hatte, das als Schulungsstätte für Mitglieder und Sympathisanten der IV. Internationale ausgebaut werden sollte. Aufgrund politischer Streitigkeiten innerhalb der potentiellen Nutzergruppen und aufgrund ihres fortgeschrittenen Alters musste Leni das Haus jedoch aufgeben und lebte die letzten zweieinhalb Jahre ihres Lebens in einem Seniorenheim der Arbeiterwohlfahrt in Köln. Zusammen mit ihrem Mann wurde sie auf dem Kölner Südfriedhof begraben.

## Publikationen
- „The Tragedy of the German Proletariat“. In: Ernest Mandel (Hrsg.): Fifty Years of World Revolution (1917–1967): an international Symposium. Pathfinder, New York 1968, S. 107–145.
- Die Formen des kapitalistischen Staates. Frankfurt/Main 1971
- Aus der Geschichte der deutschen Sektion der IV. Internationale. isp, Hamburg 1972.
- Zur Geschichte der Mai-Demonstration. isp, Frankfurt/Main 1976.